# Gran Premio di superbike di Assen 2007
Il Gran Premio di superbike di Assen 2007 è stato la quinta prova su tredici del campionato mondiale Superbike 2007, disputato il 29 aprile sul TT Circuit Assen, in gara 1 ha visto la vittoria di James Toseland davanti a Noriyuki Haga e Rubén Xaus, la gara 2 è stata vinta da Troy Bayliss che ha preceduto James Toseland e Max Biaggi.
La vittoria nella gara valevole per il campionato mondiale Supersport 2007 è stata ottenuta da Kenan Sofuoğlu, mentre la gara della Superstock 1000 FIM Cup viene vinta da Michele Pirro e quella del campionato Europeo della classe Superstock 600 da Andrea Antonelli.

## Risultati

### Gara 1

#### Arrivati al traguardo[6]
| Pos. | Nº  | Pilota             | Squadra                     | Motocicletta        | Giri | Tempo     | Griglia | Punti |
| ---- | --- | ------------------ | --------------------------- | ------------------- | ---- | --------- | ------- | ----- |
| 1º   | 52  | James Toseland     | Hannspree Ten Kate Honda    | Honda CBR1000RR     | 22   | 37:02.097 | 1º      | 25    |
| 2º   | 41  | Noriyuki Haga      | Yamaha Motor Italia         | Yamaha YZF-R1       | 22   | +0:00.663 | 15º     | 20    |
| 3º   | 111 | Rubén Xaus         | Team Sterilgarda            | Ducati 999 F06      | 22   | +0:03.698 | 5º      | 16    |
| 4º   | 21  | Troy Bayliss       | Ducati Xerox                | Ducati 999 F07      | 22   | +0:07.134 | 3º      | 13    |
| 5º   | 57  | Lorenzo Lanzi      | Ducati Xerox                | Ducati 999 F07      | 22   | +0:09.312 | 2º      | 11    |
| 6º   | 3   | Max Biaggi         | Alstare Suzuki Corona Extra | Suzuki GSX-R1000 K7 | 22   | +0:09.534 | 4º      | 10    |
| 7º   | 71  | Yukio Kagayama     | Alstare Suzuki Corona Extra | Suzuki GSX-R1000 K7 | 22   | +0:18.286 | 8º      | 9     |
| 8º   | 10  | Fonsi Nieto        | Kawasaki PSG-1 Corse        | Kawasaki ZX-10R     | 22   | +0:18.403 | 10º     | 8     |
| 9º   | 44  | Roberto Rolfo      | Hannspree Ten Kate Honda    | Honda CBR1000RR     | 22   | +0:19.873 | 11º     | 7     |
| 10º  | 76  | Max Neukirchner    | Suzuki Germany              | Suzuki GSX-R1000 K6 | 22   | +0:22.914 | 7º      | 6     |
| 11º  | 96  | Jakub Smrž         | Caracchi Ducati SC          | Ducati 999 F05      | 22   | +0:29.602 | 12º     | 5     |
| 12º  | 84  | Michel Fabrizio    | D.F.X. Corse                | Honda CBR1000RR     | 22   | +0:40.961 | 16º     | 4     |
| 13º  | 38  | Shin'ichi Nakatomi | Yamaha YZF                  | Yamaha YZF-R1       | 22   | +0:41.008 | 17º     | 3     |
| 14º  | 42  | Dean Ellison       | Team Pedercini              | Ducati 999RS        | 22   | +1:12.714 | 19º     | 2     |
| 15º  | 85  | Marek Svoboda      | Yamaha Jr. Pro SBK Racing   | Yamaha YZF-R1       | 20   | +2 giri   | 21º     | 1     |
| 16º  | 55  | Régis Laconi       | Kawasaki PSG-1 Corse        | Kawasaki ZX-10R     | 20   | +2 giri   | 13º     |       |

#### Ritirati
| Nº | Pilota           | Squadra              | Motocicletta       | Giri | Griglia |
| -- | ---------------- | -------------------- | ------------------ | ---- | ------- |
| 11 | Troy Corser      | Yamaha Motor Italia  | Yamaha YZF-R1      | 20   | 6º      |
| 31 | Karl Muggeridge  | Alto Evolution Honda | Honda CBR1000RR    | 10   | 9º      |
| 25 | Joshua Brookes   | Alto Evolution Honda | Honda CBR1000RR    | 8    | 14º     |
| 22 | Luca Morelli     | Team Pedercini       | Ducati 999RS       | 0    | 20º     |
| 73 | Christian Zaiser | LBR Racing           | MV Agusta F4 312 R | 0    | 18º     |

### Gara 2

#### Arrivati al traguardo[7]
| Pos. | Nº | Pilota             | Squadra                     | Motocicletta        | Giri | Tempo     | Griglia | Punti |
| ---- | -- | ------------------ | --------------------------- | ------------------- | ---- | --------- | ------- | ----- |
| 1º   | 21 | Troy Bayliss       | Ducati Xerox                | Ducati 999 F07      | 22   | 36:54.133 | 3º      | 25    |
| 2º   | 52 | James Toseland     | Hannspree Ten Kate Honda    | Honda CBR1000RR     | 22   | +0:00.009 | 1º      | 20    |
| 3º   | 3  | Max Biaggi         | Alstare Suzuki Corona Extra | Suzuki GSX-R1000 K7 | 22   | +0:07.439 | 4º      | 16    |
| 4º   | 11 | Troy Corser        | Yamaha Motor Italia         | Yamaha YZF-R1       | 22   | +0:12.379 | 6º      | 13    |
| 5º   | 44 | Roberto Rolfo      | Hannspree Ten Kate Honda    | Honda CBR1000RR     | 22   | +0:23.052 | 11º     | 11    |
| 6º   | 84 | Michel Fabrizio    | D.F.X. Corse                | Honda CBR1000RR     | 22   | +0:23.158 | 16º     | 10    |
| 7º   | 76 | Max Neukirchner    | Suzuki Germany              | Suzuki GSX-R1000 K6 | 22   | +0:23.311 | 7º      | 9     |
| 8º   | 10 | Fonsi Nieto        | Kawasaki PSG-1 Corse        | Kawasaki ZX-10R     | 22   | +0:24.147 | 10º     | 8     |
| 9º   | 96 | Jakub Smrž         | Caracchi Ducati SC          | Ducati 999 F05      | 22   | +0:29.660 | 12º     | 7     |
| 10º  | 55 | Régis Laconi       | Kawasaki PSG-1 Corse        | Kawasaki ZX-10R     | 22   | +0:32.301 | 13º     | 6     |
| 11º  | 71 | Yukio Kagayama     | Alstare Suzuki Corona Extra | Suzuki GSX-R1000 K7 | 22   | +0:32.389 | 8º      | 5     |
| 12º  | 38 | Shin'ichi Nakatomi | Yamaha YZF                  | Yamaha YZF-R1       | 22   | +0:39.091 | 17º     | 4     |
| 13º  | 25 | Joshua Brookes     | Alto Evolution Honda        | Honda CBR1000RR     | 22   | +0:39.128 | 14º     | 3     |
| 14º  | 22 | Luca Morelli       | Team Pedercini              | Ducati 999RS        | 21   | +1 giro   | 20º     | 2     |
| 15º  | 85 | Marek Svoboda      | Yamaha Jr. Pro SBK Racing   | Yamaha YZF-R1       | 21   | +1 giro   | 21º     | 1     |
| 16º  | 42 | Dean Ellison       | Team Pedercini              | Ducati 999RS        | 19   | +3 giri   | 19º     |       |

#### Ritirati
| Nº  | Pilota          | Squadra              | Motocicletta    | Giri | Griglia |
| --- | --------------- | -------------------- | --------------- | ---- | ------- |
| 57  | Lorenzo Lanzi   | Ducati Xerox         | Ducati 999 F07  | 18   | 2º      |
| 31  | Karl Muggeridge | Alto Evolution Honda | Honda CBR1000RR | 16   | 9º      |
| 41  | Noriyuki Haga   | Yamaha Motor Italia  | Yamaha YZF-R1   | 10   | 15º     |
| 111 | Rubén Xaus      | Team Sterilgarda     | Ducati 999 F06  | 3    | 5º      |

### Supersport

#### Arrivati al traguardo[3]
| Pos. | Nº  | Pilota                | Squadra                      | Motocicletta    | Giri | Tempo     | Griglia | Punti |
| ---- | --- | --------------------- | ---------------------------- | --------------- | ---- | --------- | ------- | ----- |
| 1º   | 54  | Kenan Sofuoğlu        | Hannspree Ten Kate Honda     | Honda CBR600RR  | 21   | 36:04.418 | 1º      | 25    |
| 2º   | 15  | Andrew Pitt           | Hannspree Ten Kate Honda     | Honda CBR600RR  | 21   | +4.043    | 7º      | 20    |
| 3º   | 9   | Fabien Foret          | Gil Motor Sport              | Kawasaki ZX-6R  | 21   | +5.479    | 4º      | 16    |
| 4º   | 77  | Barry Veneman         | Pioneer Hoegee Suzuki Racing | Suzuki GSX-R600 | 21   | +8.140    | 13º     | 13    |
| 5º   | 44  | David Salom           | Yamaha Spain                 | Yamaha YZF-R6   | 21   | +8.900    | 9º      | 11    |
| 6º   | 16  | Sébastien Charpentier | Hannspree Ten Kate Honda     | Honda CBR600RR  | 21   | + 11.090  | 2º      | 10    |
| 7º   | 94  | David Checa           | Yamaha - GMT 94              | Yamaha YZF-R6   | 21   | + 14.847  | 14º     | 9     |
| 8º   | 31  | Vesa Kallio           | Pioneer Hoegee Suzuki Racing | Suzuki GSX-R600 | 21   | + 19.545  | 11º     | 8     |
| 9º   | 34  | Davide Giugliano      | Lightspeed Kawasaki Supp.    | Kawasaki ZX-6R  | 21   | + 19.880  | 15º     | 7     |
| 10º  | 99  | Steve Martin          | Yamaha World SSP Racing      | Yamaha YZF-R6   | 21   | + 20.084  | 6º      | 6     |
| 11º  | 4   | Lorenzo Alfonsi       | Althea Honda                 | Honda CBR600RR  | 21   | + 21.940  | 18º     | 5     |
| 12º  | 7   | Pere Riba             | Gil Motor Sport              | Kawasaki ZX-6R  | 21   | + 26.792  | 12º     | 4     |
| 13º  | 116 | Simone Sanna          | Racing Team Parkalgar        | Honda CBR600RR  | 21   | + 36.477  | 26º     | 3     |
| 14º  | 55  | Massimo Roccoli       | Yamaha Lorenzini by Leoni    | Yamaha YZF-R6   | 21   | + 37.156  | 5º      | 2     |
| 15º  | 28  | Arie Vos              | Hanns-G J&E Sport TKR        | Honda CBR600RR  | 21   | + 39.459  | 21º     | 1     |
| 16º  | 8   | Chris Peris           | Yamaha-Moto 1                | Yamaha YZF-R6   | 21   | + 39.985  | 25º     |       |
| 17º  | 60  | Vladimir Ivanov       | Vector Racing                | Yamaha YZF-R6   | 21   | + 40.163  | 10º     |       |
| 18º  | 45  | Gianluca Vizziello    | RG Team                      | Yamaha YZF-R6   | 21   | + 41.140  | 24º     |       |
| 19º  | 12  | Javier Forés          | HP Racing                    | Honda CBR600RR  | 21   | + 45.772  | 20º     |       |
| 20º  | 18  | Craig Jones           | Revè Ekerold Honda Racing    | Honda CBR600RR  | 21   | + 53.145  | 16º     |       |
| 21º  | 29  | Joan Veijer           | Duntep Racing                | Honda CBR600RR  | 21   | + 54.061  | 23º     |       |
| 22º  | 32  | Yoann Tiberio         | Stiggy Motorsport Honda      | Honda CBR600RR  | 21   | + 55.809  | 31º     |       |
| 23º  | 25  | Tatu Lauslehto        | Intermoto Czech              | Honda CBR600RR  | 21   | + 59.669  | 32º     |       |
| 24º  | 169 | Julien Enjolras       | Tati Team Beaujolais Racing  | Yamaha YZF-R6   | 21   | +1:05.004 | 28º     |       |
| 25º  | 46  | Jesco Günther         | CRS Grand Prix               | Honda CBR600RR  | 21   | +1:18.881 | 34º     |       |
| 26º  | 58  | Tomáš Mikšovský       | Intermoto Czech              | Honda CBR600RR  | 21   | +1:29.463 | 33º     |       |
| 27º  | 39  | David Forner          | Yamaha Spain                 | Yamaha YZF-R6   | 21   | +1:30.432 | 36º     |       |
| 28º  | 73  | Yves Polzer           | LBR Racing                   | Ducati 749R     | 20   | +1 giro   | 37º     |       |
| 29º  | 92  | Ghisbert van Ginhoven | Fabricom MCT Racing          | Ducati 749R     | 20   | +1 giro   | 30º     |       |

#### Ritirati
| Nº  | Pilota             | Squadra                 | Motocicletta   | Giri | Griglia |
| --- | ------------------ | ----------------------- | -------------- | ---- | ------- |
| 23  | Broc Parkes        | Yamaha World SSP Racing | Yamaha YZF-R6  | 19   | 3º      |
| 194 | Sébastien Gimbert  | Yamaha - GMT 94         | Yamaha YZF-R6  | 17   | 22º     |
| 17  | Miguel Praia       | Racing Team Parkalgar   | Honda CBR600RR | 13   | 27º     |
| 96  | Nikola Milovanovic | Benjan Motoren          | Honda CBR600RR | 8    | 35º     |
| 69  | Gianluca Nannelli  | Caracchi Ducati SC      | Ducati 749R    | 2    | 19º     |
| 35  | Gilles Boccolini   | PMS Kawasaki Supported  | Kawasaki ZX-6R | 2    | 29º     |
| 26  | Joan Lascorz       | Glaner Motocard.com     | Honda CBR600RR | 0    | 17º     |
| 21  | Katsuaki Fujiwara  | Althea Honda            | Honda CBR600RR | 0    | 8º      |

### Superstock 1000

#### Arrivati al traguardo

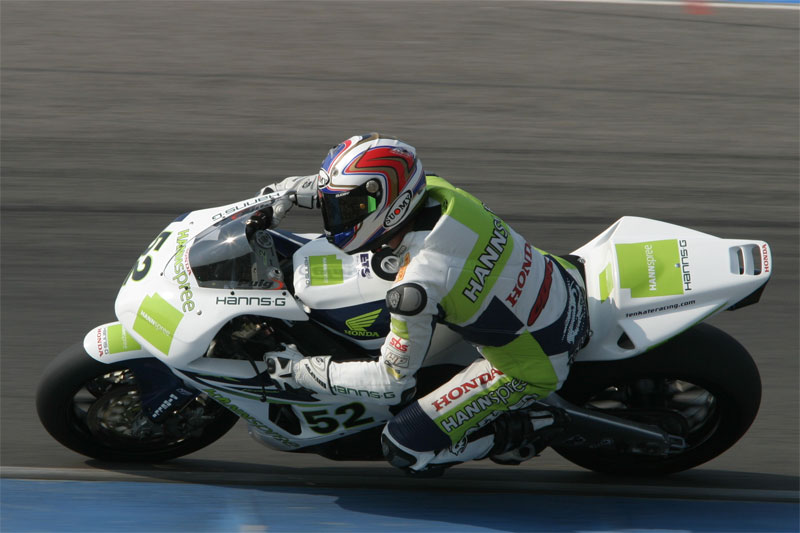
Toseland, vincitore di gara 1

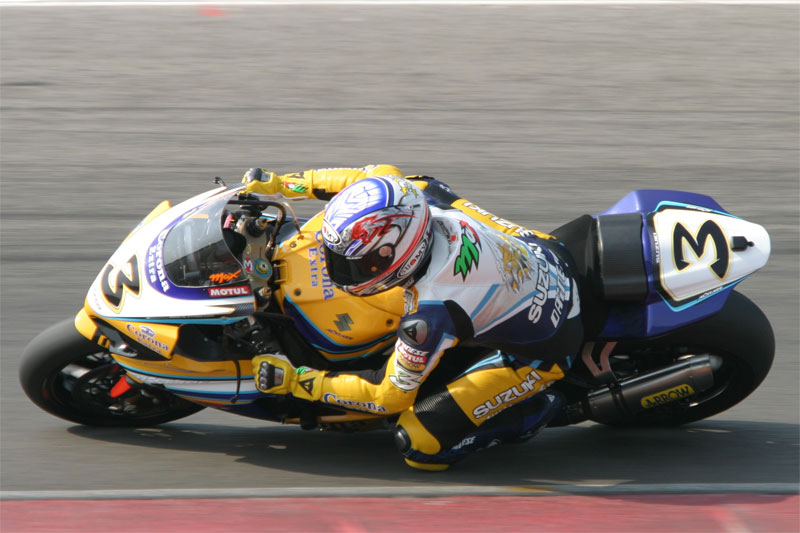
Biaggi, terzo in gara 2

| Pos. | Nº  | Pilota               | Squadra                     | Motocicletta        | Giri | Tempo     | Griglia | Punti |
| ---- | --- | -------------------- | --------------------------- | ------------------- | ---- | --------- | ------- | ----- |
| 1º   | 51  | Michele Pirro        | Yamaha Team Italia          | Yamaha YZF-R1       | 13   | 22'27.536 | 3º      | 25    |
| 2º   | 71  | Claudio Corti        | Yamaha Team Italia          | Yamaha YZF-R1       | 13   | +0.092    | 1º      | 20    |
| 3º   | 83  | Didier Van Keymeulen | TTSL-MGM Racing             | Yamaha YZF-R1       | 13   | +0.513    | 2º      | 16    |
| 4º   | 57  | Ilario Dionisi       | Cruciani Moto Suzuki Italia | Suzuki GSX-R1000 K6 | 13   | +9.257    | 7º      | 13    |
| 5º   | 15  | Matteo Baiocco       | Umbria Bike                 | Yamaha YZF-R1       | 13   | +13.319   | 5º      | 11    |
| 6º   | 59  | Niccolò Canepa       | Ducati Xerox Junior         | Ducati 1098S        | 13   | +14.996   | 9º      | 10    |
| 7º   | 155 | Brendan Roberts      | Ducati Xerox Junior         | Ducati 1098S        | 13   | +15.569   | 6º      | 9     |
| 8º   | 19  | Xavier Siméon        | Alstare Suzuki Corona Extra | Suzuki GSX-R1000 K6 | 13   | +15.796   | 10º     | 8     |
| 9º   | 96  | Matěj Smrž           | MS Racing                   | Honda CBR1000RR     | 13   | +19.816   | 13º     | 7     |
| 10º  | 99  | Danilo Dell'Omo      | UnionBike Gimotorsport      | MV Agusta F4 312 R  | 13   | +20.396   | 14º     | 6     |
| 11º  | 16  | Raymond Schouten     | Vd Heyden Motors Yamaha     | Yamaha YZF-R1       | 13   | +27.508   | 15º     | 5     |
| 12º  | 92  | Ronald ter Braake    | Ter Braake Kawasaki         | Kawasaki ZX-10R     | 13   | +28.404   | 11º     | 4     |
| 13º  | 44  | René Mähr            | Vd Heyden Motors Yamaha     | Yamaha YZF-R1       | 13   | +30.659   | 19º     | 3     |
| 14º  | 23  | Cedric Tangre        | DBR Racing                  | Yamaha YZF-R1       | 13   | +30.863   | 20º     | 2     |
| 15º  | 33  | Marko Rohtlaan       | Azione Corse                | Honda CBR1000RR     | 13   | +35.346   | 22º     | 1     |
| 16º  | 25  | Dario Giuseppetti    | MGM Racing Performance      | Yamaha YZF-R1       | 13   | +37.439   | 26º     |       |
| 17º  | 56  | Daniel Sutter        | Peko Racing                 | Yamaha YZF-R1       | 13   | +39.270   | 28º     |       |
| 18º  | 34  | Balázs Németh        | Full-Gas Racing             | Suzuki GSX-R1000 K6 | 13   | +39.411   | 27º     |       |
| 19º  | 5   | Bram Appelo          | EAB Ten Kate Honda          | Honda CBR1000RR     | 13   | +41.262   | 30º     |       |
| 20º  | 10  | Franck Millet        | Biassono UnionBike          | MV Agusta F4 312 R  | 13   | +41.520   | 34º     |       |
| 21º  | 88  | Timo Gieseler        | MGM Racing Performance      | Yamaha YZF-R1       | 13   | +41.734   | 23º     |       |
| 22º  | 42  | Leonardo Biliotti    | Revolution - UnionBike      | MV Agusta F4 312 R  | 13   | +42.815   | 24º     |       |
| 23º  | 77  | Barry Burrell        | MS Racing                   | Honda CBR1000RR     | 13   | +46.299   | 33º     |       |
| 24º  | 37  | Raffaele Filice      | Celani Team Suzuki Italia   | Suzuki GSX-R1000 K6 | 13   | +55.192   | 35º     |       |
| 25º  | 32  | Sheridan Morais      | Team Pedercini              | Ducati 1098S        | 13   | +57.843   | 17º     |       |
| 26º  | 28  | Nicky Moore          | Team Pedercini              | Ducati 1098S        | 13   | +59.237   | 29º     |       |
| 27º  | 75  | Luka Nedog           | Ducati SC Caracchi          | Ducati 1098S        | 13   | +59.500   | 31º     |       |
| 28º  | 13  | Viktor Kispataki     | Full-Gas Racing             | Suzuki GSX-R1000 K6 | 13   | +1'01.710 | 36º     |       |
| 29º  | 21  | Wim van den Broeck   | Zone Rouge                  | Yamaha YZF-R1       | 13   | +1'04.244 | 37º     |       |
| 30º  | 91  | Danny De Boer        | Best Box Racing             | Suzuki GSX-R1000 K7 | 13   | +1'11.411 | 32º     |       |
| 31º  | 86  | Ayrton Badovini      | Biassono UnionBike          | MV Agusta F4 312 R  | 13   | +1'16.778 | 4º      |       |
| 32º  | 58  | Robert Gianfardoni   | RG Team                     | Yamaha YZF-R1       | 13   | +1'27.106 | 39º     |       |
| 33º  | 18  | Matt Bond            | Mist Suzuki                 | Suzuki GSX-R1000 K6 | 13   | +1'28.630 | 38º     |       |
| 34º  | 29  | Niccolò Rosso        | Team Sterilgarda            | Ducati 1098S        | 12   | +1 giro   | 40º     |       |

#### Ritirati
| Nº | Pilota         | Squadra                      | Motocicletta        | Giri | Griglia |
| -- | -------------- | ---------------------------- | ------------------- | ---- | ------- |
| 14 | Lorenzo Baroni | Team Sterilgarda             | Ducati 1098S        | 12   | 18º     |
| 4  | Loic Napoleone | EVR Corse                    | MV Agusta F4 312 R  | 11   | 16º     |
| 49 | Arne Tode      | Dirk Van Mol - Alpha Technik | Honda CBR1000RR     | 10   | 8º      |
| 24 | Marko Jerman   | DBR Racing                   | Yamaha YZF-R1       | 10   | 21º     |
| 3  | Mark Aitchison | Celani Team Suzuki Italia    | Suzuki GSX-R1000 K6 | 6    | 12º     |

### Superstock 600

#### Arrivati al traguardo
| Pos. | Nº  | Pilota               | Squadra                       | Motocicletta    | Giri | Tempo     | Griglia | Punti |
| ---- | --- | -------------------- | ----------------------------- | --------------- | ---- | --------- | ------- | ----- |
| 1º   | 8   | Andrea Antonelli     | Italia Megabike AX 52         | Honda CBR600RR  | 10   | 17'45.988 | 4º      | 25    |
| 2º   | 20  | Sylvain Barrier      | Coutelle Junior               | Yamaha YZF-R6   | 10   | +0.156    | 3º      | 20    |
| 3º   | 21  | Maxime Berger        | Team Trasimeno                | Yamaha YZF-R6   | 10   | +0.572    | 2º      | 16    |
| 4º   | 199 | Gregg Black          | Politas Racing                | Yamaha YZF-R6   | 10   | +0.691    | 7º      | 13    |
| 5º   | 119 | Michele Magnoni      | Bevilacqua Corse              | Yamaha YZF-R6   | 10   | +5.776    | 8º      | 11    |
| 6º   | 99  | Roy Ten Napel        | MQP Racing                    | Yamaha YZF-R6   | 10   | +7.373    | 1º      | 10    |
| 7º   | 30  | Michaël Savary       | Millet Yamaha                 | Yamaha YZF-R6   | 10   | +7.666    | 11º     | 9     |
| 8º   | 4   | Mathieu Gines        | Yamaha-Moto 1                 | Yamaha YZF-R6   | 10   | +7.935    | 6º      | 8     |
| 9º   | 75  | Dennis Sigloch       | Peko Racing                   | Yamaha YZF-R6   | 10   | +8.245    | 12º     | 7     |
| 10º  | 111 | Michal Sembera       | EAB Ten Kate Honda            | Honda CBR600RR  | 10   | +8.459    | 10º     | 6     |
| 11º  | 24  | Daniele Beretta      | Cruciani Moto Suzuki Italia   | Suzuki GSX-600R | 10   | +10.979   | 13º     | 5     |
| 12º  | 81  | Patrik Vostarek      | Intermoto Czech Klaffi        | Honda CBR600RR  | 10   | +12.181   | 9º      | 4     |
| 13º  | 112 | Josep Pedró Subirats | Yamaha Spain                  | Yamaha YZF-R6   | 10   | +17.887   | 17º     | 3     |
| 14º  | 31  | Giuseppe Barone      | Rumi Azione Corse             | Honda CBR600RR  | 10   | +25.874   | 14º     | 2     |
| 15º  | 41  | Gregory Junod        | O SIX                         | Kawasaki ZX-6RR | 10   | +26.016   | 16º     | 1     |
| 16º  | 12  | Andrea Boscoscuro    | Lightspeed-Kawasaki Supported | Kawasaki ZX-6RR | 10   | +26.189   | 15º     |       |
| 17º  | 7   | Renato Costantini    | Italia Megabike AX 52         | Honda CBR600RR  | 10   | +30.199   | 20º     |       |
| 18º  | 47  | Eddi La Marra        | Team Lorini                   | Honda CBR600RR  | 10   | +30.224   | 25º     |       |
| 19º  | 57  | Kenny Tirsgaard      | TKR Suzuki Switzerland        | Suzuki GSX-600R | 10   | +30.449   | 18º     |       |
| 20º  | 66  | Branko Srdanov       | MQP Racing                    | Yamaha YZF-R6   | 10   | +33.096   | 19º     |       |
| 21º  | 22  | Gabriele Poma        | Team Trasimeno                | Yamaha YZF-R6   | 10   | +40.230   | 21º     |       |
| 22º  | 55  | Vincent Lonbois      | MTM Racing                    | Suzuki GSX-600R | 10   | +40.849   | 22º     |       |
| 23º  | 44  | Gino Rea             | Beowulf Racing.com            | Suzuki GSX-600R | 10   | +40.998   | 29º     |       |
| 24º  | 43  | Daniele Rossi        | Rumi Azione Corse             | Honda CBR600RR  | 10   | +41.442   | 24º     |       |
| 25º  | 10  | Leon Hunt            | CRS Grand Prix                | Honda CBR600RR  | 10   | +41.722   | 23º     |       |
| 26º  | 27  | Chris Leeson         | Mist Suzuki                   | Suzuki GSX-600R | 10   | +42.909   | 27º     |       |
| 27º  | 28  | Yannick Guerra       | Holiday Gym                   | Yamaha YZF-R6   | 10   | +47.398   | 30º     |       |
| 28º  | 48  | Vladimir Leonov      | Vector Racing Yamaha          | Yamaha YZF-R6   | 10   | +1'00.501 | 28º     |       |
| 29º  | 61  | Mark Ten Napel       | Rcing Team Ermelo             | Yamaha YZF-R6   | 10   | +1'13.719 | 31º     |       |
| 30º  | 25  | Ryan Taylor          | Lightspeed-Kawasaki Supported | Kawasaki ZX-6RR | 10   | +1'33.895 | 32º     |       |

#### Ritirati
| Nº  | Pilota           | Squadra             | Motocicletta  | Giri | Griglia |
| --- | ---------------- | ------------------- | ------------- | ---- | ------- |
| 114 | Nicolas Pirot    | Zone Rouge          | Yamaha YZF-R6 | 7    | 26º     |
| 89  | Domenico Colucci | Ducati Xerox Junior | Ducati 749R   | 1    | 5º      |